# Across the Rubicon
Across the Rubicon is het derde studioalbum van Silhouette uit Utrecht. Het album is opgenomen in de Brewery in Vleuten. De muziek ligt in de stijl van Genesis midden jaren ’70. De band had de in progressieve rockkringen populaire hoesontwerper Ed Unitsky weten te strikken voor dit album.
In navolging van dit album kan de band optreden met een aantal “bekendere” bands uit de progressieve rock: RPWL, Landmarq en Saga. Het album verkocht vlotjes,er moest een extra persing gefabriceerd worden. Aldo Adema van Egdon Heath en Seven Day Hunt mixte het album; Han Uil tekende voor de mastering.

## Musici
- Brian de Graeve – gitaar, zang
- Erik Laan – toetsinstrumenten, zang
- Jos Uffing – slagwerk, zang
- Gerrit-Jan Bloemink – basgitaar.

Met 
- MaryO – dwarsfluit (8), achtergrondzang (6)
- kinderkoortje (4)

## Muziek
| Nr. | Titel                                  | Duur  |
| --- | -------------------------------------- | ----- |
| 1.  | Across the Rubicon (zang: Brian)       | 2:18  |
| 2.  | Breathe (zang: Erik)                   | 11:31 |
| 3.  | Empty places (zang: Jos)               | 4:05  |
| 4.  | When snow’s falling down (zang: Brian) | 7:09  |
| 5.  | Anybody (zang: Jos)                    | 11:21 |
| 6.  | Grendel memories (zang: Brian)         | 5:41  |
| 7.  | Nothing (zang: Jos)                    | 4:22  |
| 8.  | Don’t stop the movie (zang: Brian)     | 11:55 |